# Henschel Hs 122
O Henschel Hs 122 foi uma aeronave construída pela Henschel para prestar apoio à Wehrmacht. Embora apenas as unidades de pré-produção tenham sido produzidas e entrado em serviço, o Hs 122 abriu caminho para o Hs 126, que foi produzido em massa.